# Stanhopea tigrina
Stanhopea tigrina là một loài thực vật trong họ Lan đặc hữu México

## Hình ảnh

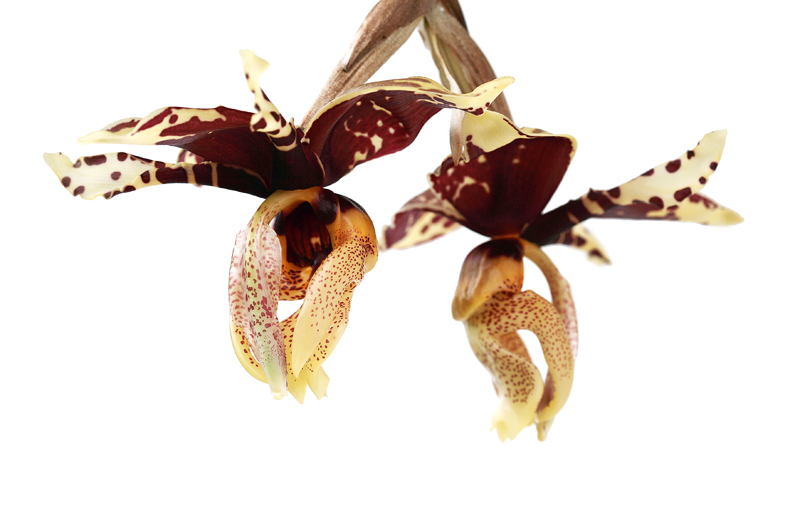
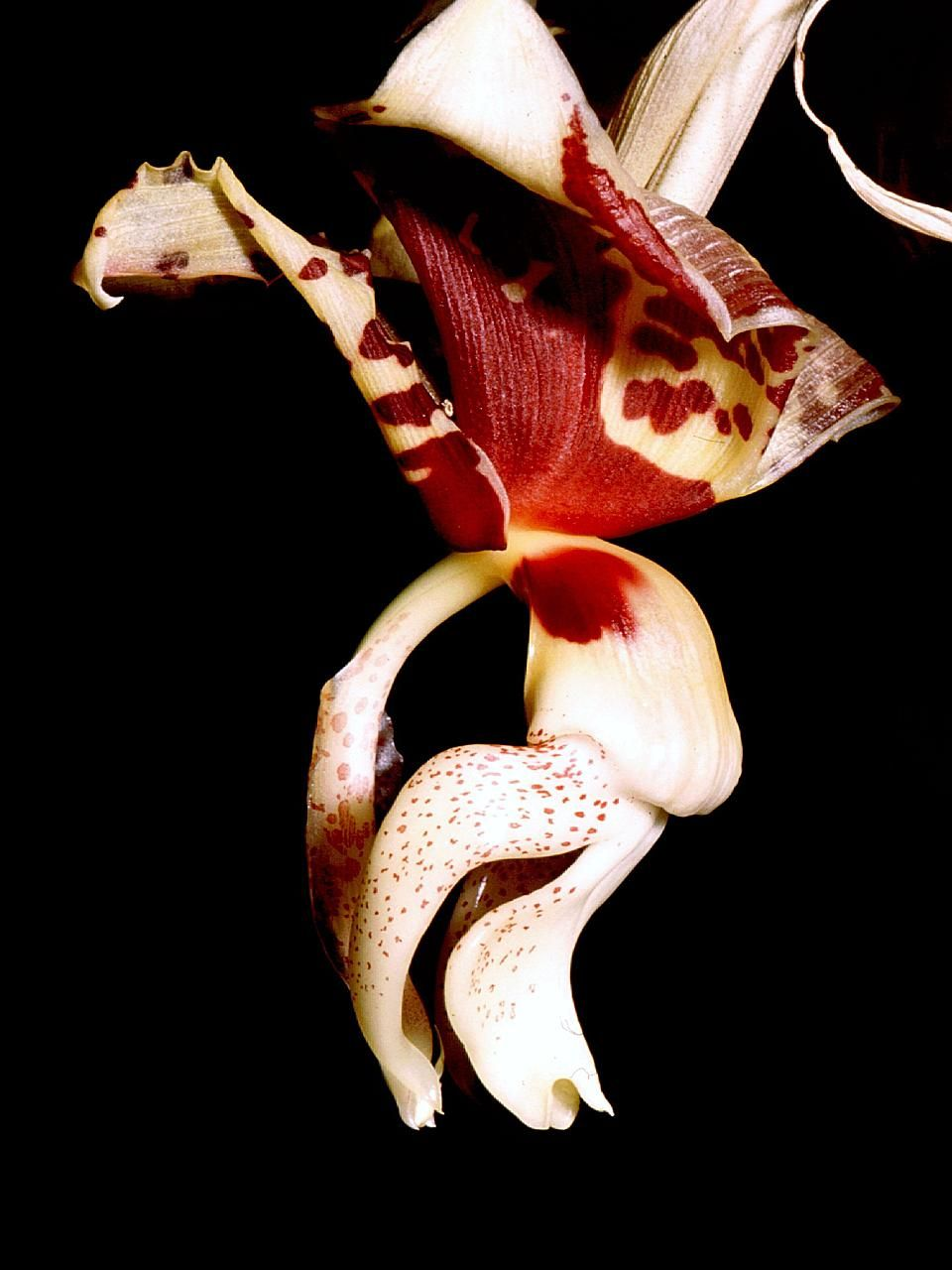
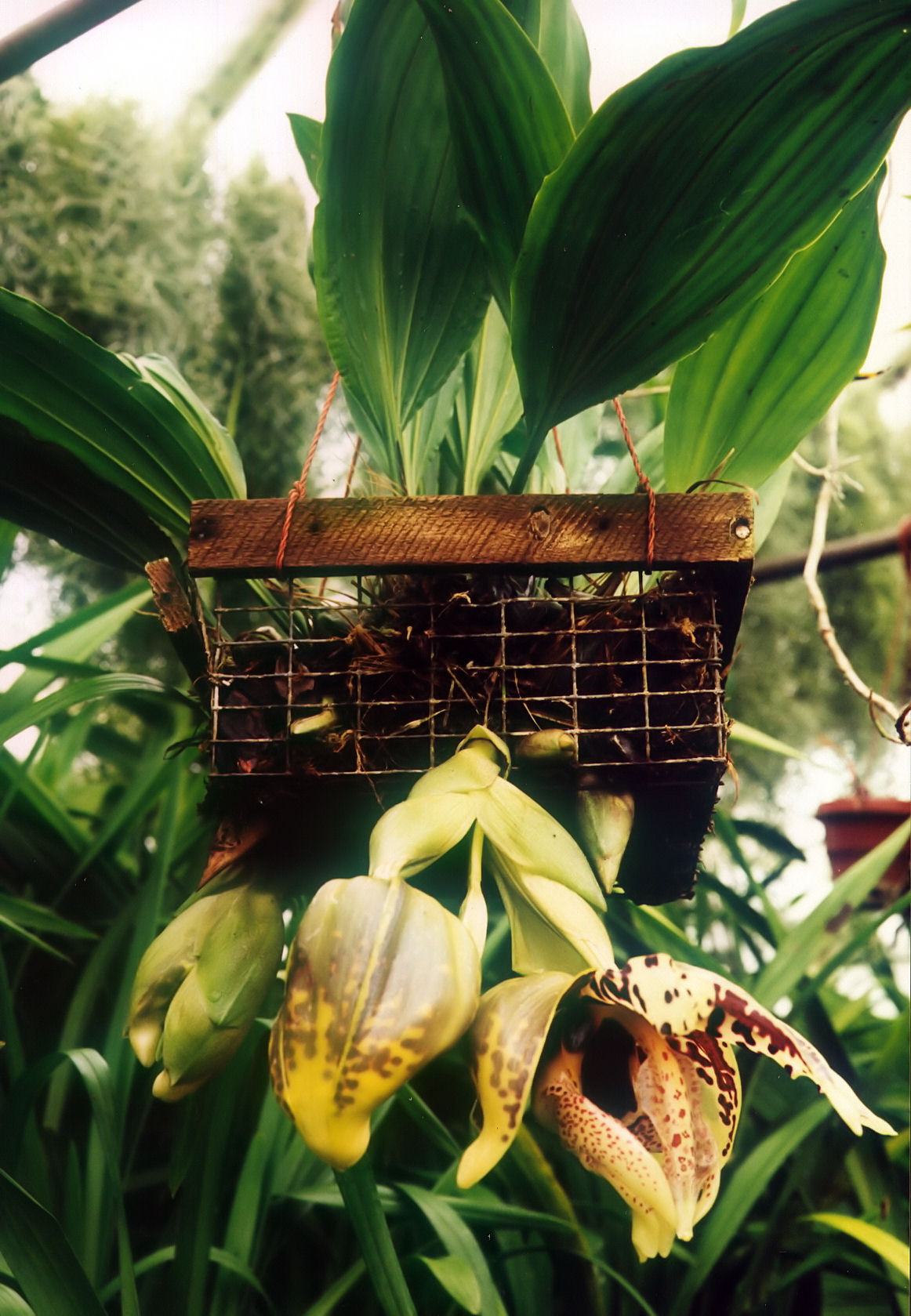
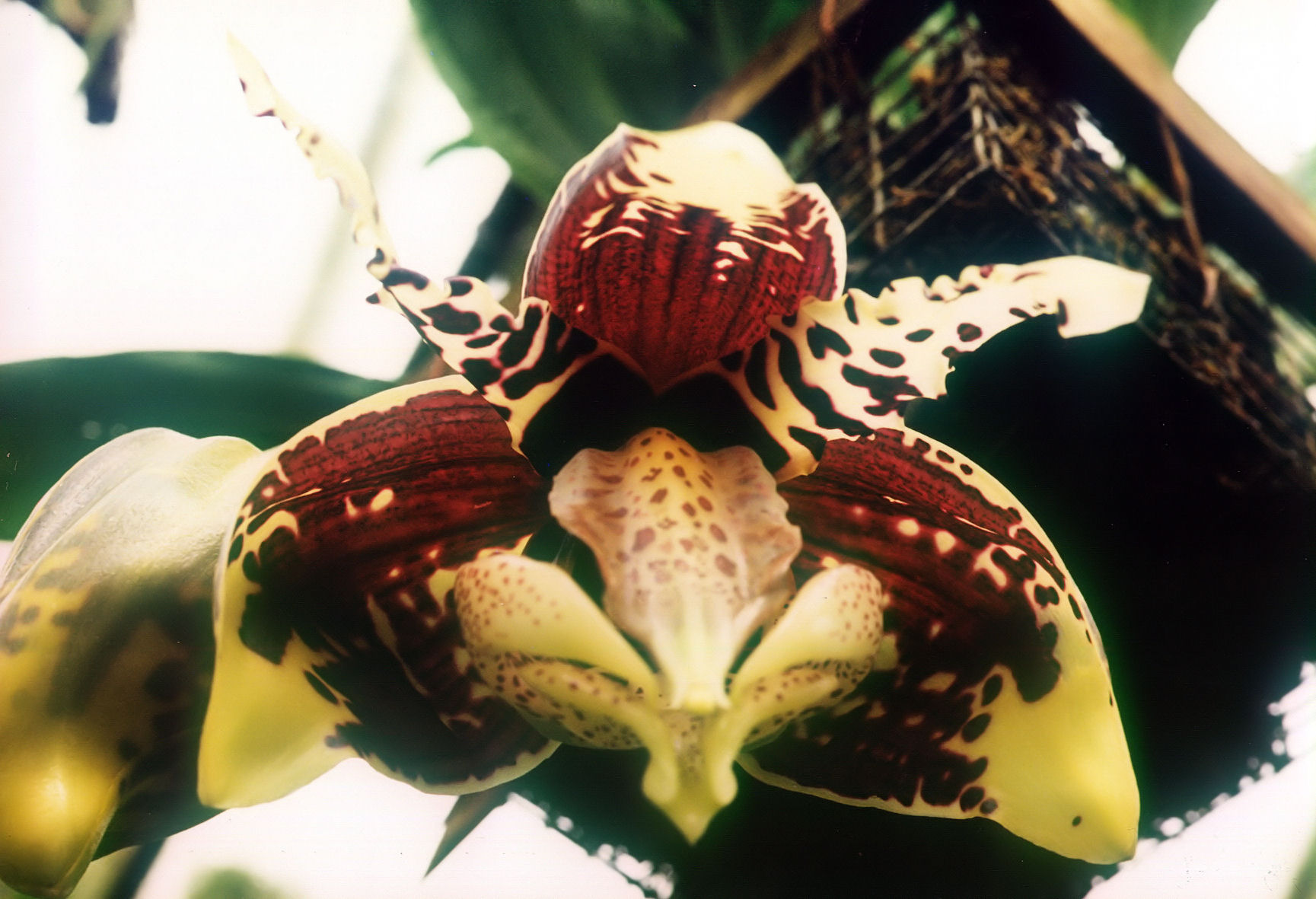